# Joan M. Hussey
Joan Mervyn Hussey (ur. 5 czerwca 1907 w Trowbridge, zm. 20 lutego 2006) – brytyjska historyk, bizantynolog.

## Życiorys
Absolwentka St Hugh’s College w Oxfordzie w 1925. Następnie doktorat (1935) pod kierunkiem Normana Hepburn Baynesa na Uniwersytecie w Londynie. Wykładała w Girton College w Cambridge (1935–1937), Uniwersytecie w Manchester (1937–1943), Bedford College w Londynie (1943–1950).

## Wybrane publikacje
- Church & Learning in the Byzantine Empire, 867-1185 (1937)
- The Byzantine Empire in the eleventh century: some different interpretations (1950)
- The writings of John Mauropous: a bibliographical note (1951)
- Georg Ostrogorski, History of the Byzantine state; tr. Joan Hussey (1956; 2nd ed. 1968; rev. ed. 1969)
- Nicholas Cabasilas, A commentary on the Divine Liturgy; tr. J.M. Hussey and P.A. McNulty (1960)
- The Cambridge Medieval History. Vol. IV, The Byzantine Empire; ed. J.M. Hussey (new ed. 1966-7)
- The Byzantine World (1957; 2nd ed. 1961; 3rd ed. 1967)
- Proceedings of the XIIIth International Congress of Byzantine Studies, Oxford, 5-10 September 1966;ed. J.M. Hussey, D. Obolensky, and S. Runciman (1967)
- Byzantium and the Crusades 1081-1204, [w:] A History of the Crusades, red. Hans Meyer, K. Setton, t. 2: The Later Crusades 1189-1311, Madison 1969.
- Ascetics and Humanists in eleventh-century Byzantium (1970)
- The Finlay papers (1973)
- Kathegetria: essays presented to Joan Hussey for her 80th birthday (1988)
- The Orthodox Church in the Byzantine Empire (1990)
- The journals and letters of George Finlay; ed. J.M. Hussey (1995)